# Овражино
Овра́жино (рос. Овражино) — присілок в Увинському районі Удмуртії, Росія.

## Населення
Населення — 24 особи (2010; 266 в 2002).
Національний склад станом на 2002 рік:
- росіяни — 88 %

## Урбаноніми[3]
- вулиці — Польова